# 鵜住居町
鵜住居町（うのすまいちょう）は、岩手県釜石市の町名。郵便番号は026-0301。現行行政地名は鵜住居町1～5丁目及び第1～第30地割。

## 地理
釜石市北部に位置する。町の一部が大槌湾に接している。町の北部を鵜住居川が流れる。

## 歴史

### 沿革
- 1939年9月17日 国鉄山田線鵜住居駅開業。
- 1985年3月14日 鵜住居駅長が廃止され、鵜住居駅は大槌駅管理下となり、駅員は同駅からの派遣に。
- 1987年4月1日 国鉄分割民営化により、鵜住居駅はJR東日本の駅に。
- 2005年4月1日 鵜住居駅が釜石駅管理下の無人駅となる。
- 2011年3月11日 東北地方太平洋沖地震（東日本大震災）で発生した津波によって鵜住居駅流失、防災センターへ避難した者が多数犠牲になるなどの被害。
- 2018年8月19日 釜石鵜住居復興スタジアムが開場。
- 2019年3月23日 山田線不通区間を三陸鉄道リアス線として復旧。

### 東日本大震災
2011年3月11日午後2時46分に発生した東北地方太平洋沖地震で発生した津波が町を襲い、JR山田線の鵜住居駅と線路が流失、鵜住居地区防災センター、釜石市立鵜住居小学校、釜石市立釜石東中学校が水没するなどの物的被害、死者・行方不明者583人という人的被害が発生した。多数の犠牲者が出た鵜住居地区防災センターは低地にあり避難場所ではなかったが、以前は高台で実施していた津波避難訓練の参加率が「高齢者に負担が大きい」などの原因で5%と低迷していたため、当時の釜石市防災課長は町内会の「住民が参加しやすい防災センターで訓練をしてほしい」という要望を受け入れ、この防災センターで訓練をするようになり、参加者は約2倍まで増えたものの、この防災センターが避難場所であるという誤解が広がり、震災当日約150人超が逃げ込み、生存者はわずか28人、建物内から63人の遺体が見つかるという悲劇を生んだ。この悲劇は釜石の悲劇と呼ばれている。2014年9月9日、防災センターで死亡した2人の遺族6人が釜石市を相手取り、「家族が犠牲になったのは市が正しい避難場所を周知していなかったため」として約1億8400万円の損害賠償を求める民事裁判を起こした。釜石市の総務企画部長は「誰も予想していなかった災害で、法的責任があるとまでは考えていない」とコメントした。2017年4月21日、盛岡地方裁判所は「釜石市が正しい避難場所を周知していた」として原告の請求を棄却した。
一方で津波てんでんこに基づいた防災教育を受けてきた釜石市立釜石東中学校の生徒たちは地震発生後直ちに高台へ避難を開始。一部の生徒は避難せずに校庭に整列しようとしたが、副校長らの「逃げろ」「走れ」という声で避難を開始した。この様子を見ていた釜石市立鵜住居小学校の教職員は、当初校舎3階で津波をやり過ごそうとしていた方針を転換し、高台への避難を開始した。小中学生約600人は海抜約10mの福祉施設に到着したが、裏手の崖が崩れそうになっていたため中学生らが更に高い所への避難を提案し、小中学生らは海抜約30mの介護施設へ避難した。その結果、津波の遡上高は20mに達し小中学校と福祉施設は水没したものの、学校の監督下にあった生徒は全員が助かった。この出来事は釜石の出来事（奇跡）と呼ばれている。

## 交通

### 鉄道
- 三陸鉄道
  - リアス線
    - 鵜住居駅 - 東日本大震災で流失[13]。2019年3月23日に復旧と同時に東日本旅客鉄道（JR東日本）から三陸鉄道へ移管された[14][15]。

### 道路
- 国道45号
- 三陸沿岸道路
- 岩手県道35号釜石遠野線
- 岩手県道146号鵜住居停車場線

## 施設
- 新川原簡易郵便局
- 釜石市立鵜住居幼稚園
- 鵜住居郵便局
- 釜石市立鵜住居小学校
- 釜石市立釜石東中学校
- うのすまいトモス
- 薬王堂釜石鵜住居店
- 浜べの料理宿 宝来館
- いのちをつなぐ未来館
- 釜石市体育館
- 釜石鵜住居復興スタジアム
- 釜石祈りのパーク
- DCMホーマック釜石鵜住居店 ‐ 2020年8月閉店

## 文献
- 渋井哲也『命を救えなかった : 釜石・鵜住居防災センターの悲劇』第三書館、2017年。ISBN 9784807416011。